# High Plains

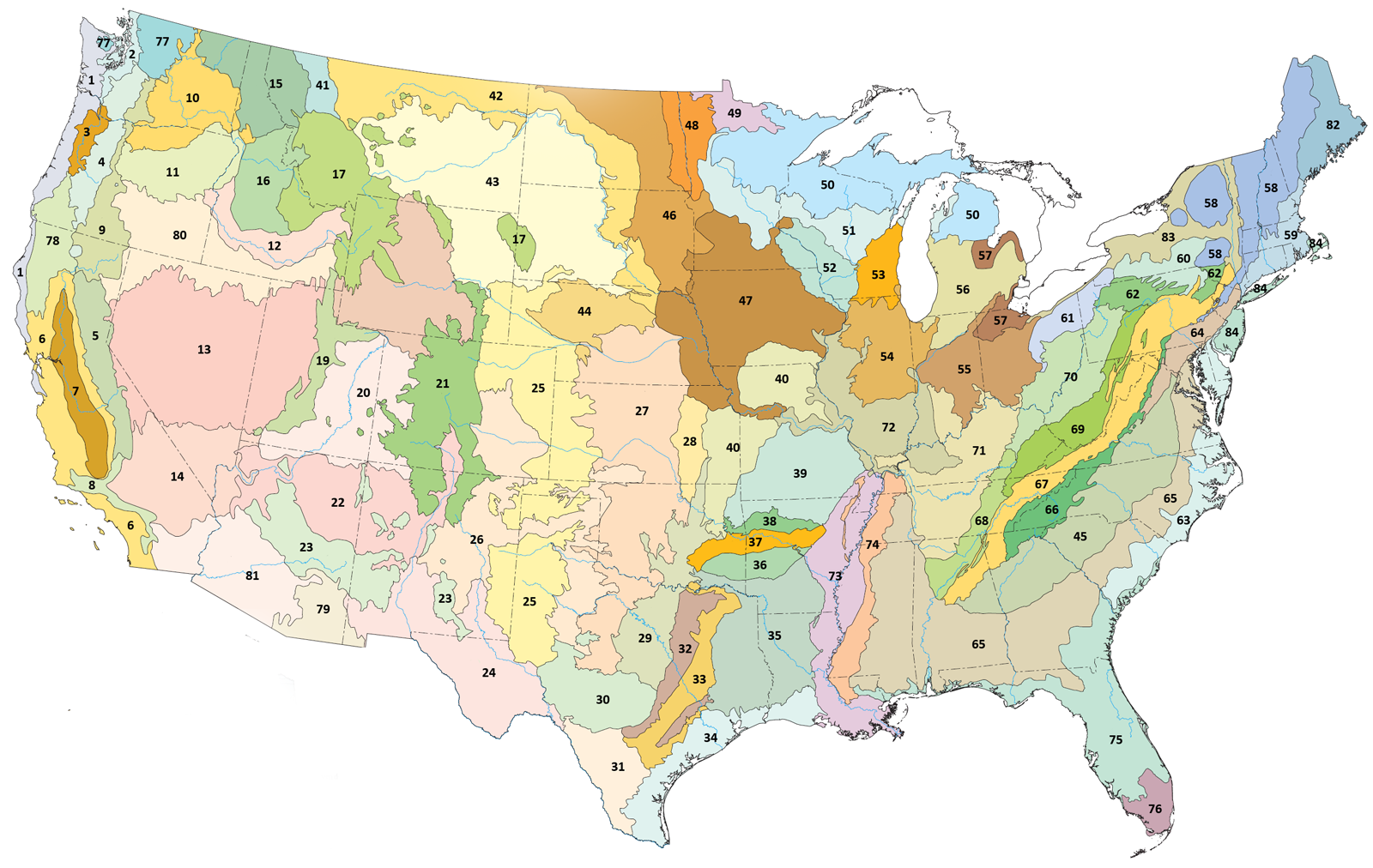
High Plains är region 25 på kartan.

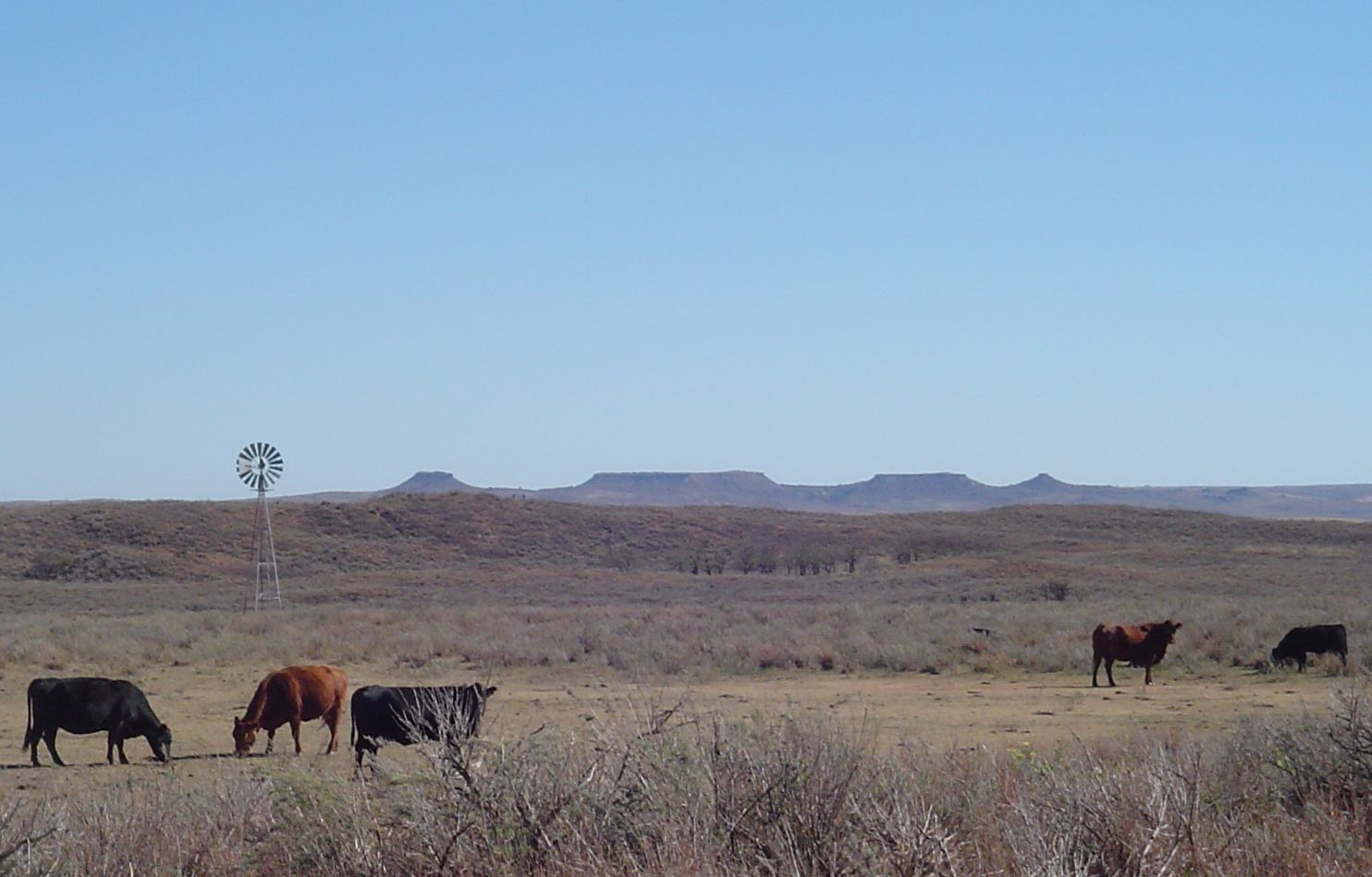
Typiskt landskap på High Plains.

High Plains är en ekoregion i Great Plains i centrala USA. Den ligger i östra Colorado, västra Kansas, västra Nebraska, centrala och östra Montana, östra New Mexico, västra Oklahoma, nordvästra Texas och sydöstra Wyoming.
Från öst till väst är höjden allt från 750 meter till över 1 800 meter.